# دان (رتبة)
دان (段) مصطلح ياباني يستخدم في الفنون القتالية وغيرها من الممارسات التقليدية اليابانية مثل ايكيبانا (l’ikebana) (فن ترتيب الزهور)، انتقل، (shogi)، أو حفل الشاي (شادو أو شانو يو) للإشارة إلى المستويات الأستاذية أو الخبرة.

## تعريف
نظام الدرجات دان يبدأ بعد ذلك من كيو (Kyū). في معظم فنون الدفاع عن النفس، وحامل درجة دان (Yudansha، 有 段 者) هو مبين من خلال ارتداء الحزام الأسود. المستويات الممكنة هي تقليديا في ترتيب تصاعدي في الأستاذية، من أول إلى عاشر دان. أول دان يمكن عادة الحصول عليه عن طريق الامتحانات أو المنافسات. لكن الدرجات الأعلى تتطلب سنوات من الخبرة ومساهمة كبيرة في النشاط من خلال التعليم أو البحث.
أعلى الدرجات يمكن أن تمنح من قبل صاحب أعلى درجة تمثل مدرسة أو اتحادية. ومع ذلك، وهي المرة الأولى حصل على دان 10، كان منطقيا وحتما على درجة أقل.
منح بعض السادة المعلمين اليابانين (سيد غيشن فوناكوشي) وقد يمنح أي درجة أعلى من 5 دان..
طلبته، ومع ذلك منح درجات دان، المستوى الخاص العالي (المعلم جيغورو كانو منح 12 دان).
مدرسة نين جوتسو (Bujinkan) في التعليم الذي يعرف تسعة أساليب من فنون الدفاع عن النفس، يمنح له 15 دان، (المصدر: المعلم مازاأكي هاتسومي(Masaaki Hatsumi) والمعلم تاكاماتسو توشي تسوغو (Takamatsu Toshitsugu)).
هذا الواقع له معنى قوي: هو من أكبر المعلمين (المصدر: المعلم (Henry Plée)) الذين بقوا في رتبة 10 دان لأكثر من 23 عاما، في حين لا يزال على تعميق البحوث والتفاني في فنهم لجلب كثيرا في كل شيء (المصدر: الكاراتيه (Bushido Magazine)، مايو 2010).
نظام الدرجات دان هو اختراع يعود تاريخه إلى القرن العشرين ليحل محل النظام التقليدي لشهادات الكفاءة (والتي صيغت ولكن أيضا دان). وهكذا، فإن أول دان، في المدارس التقليدية، مرشح للتعلم؛ أنهى امتحانه واعتبر مستحقًّا لتلقي التعاليم الحقة. بالمعنى الدقيق للكلمة، أول دان هو رتبة المبتدئ (المشار إليها باليابانية بالحزام الأسود، والذي يعني، اسم «1 دان»، ولكن «دان مبتدئ»). كذلك، وعادة ما يحتفظ الدان العاشر لمؤسس فن الدفاع عن النفس، ولا يمكن أن تمنح إلا من قِبَلِه (الشرح من النظام الصيني القديم للرتب، المستوى التاسع يعرض بحكم التعريف الاقتراب من الالهية، أو الكمال، وبالتالي لا يمكن تجاوز الإنسانية). هذه الحالة يمارس تدريبها الاختفاء في هذه الرتبة في بعض فنون الدفاع عن النفس. 
- 1 دان: الحزام الأسود Shodan (هنا، شو لا تعني "1" ولكن «بداية»).
- 2 دان: nidan.
- 3 دان: sandan.
- 4 دان: yondan.
- 5 دان: godan.
- 6 دان: Rokudan.
- 7 دان: (sitchidan) يكتب أحيانا (shichidan).
- 8 دان: Hachidan.
- 9 دان: kyudan.
- 10 دان: Judan.
- 11 دان: jûichidan.

## في فرنسا
في فرنسا، منح شهادة دان متابعة ومراقبة من الدولة، التي رخصت فيدرالية لممارسة النشاطات وjسليم الشهادات. هذا التسليم «رسميًّا» في الواقع يهم إذا كان الشخص يريد أن يتعلم ويدفع الثمن المقدر، لأنه سوف يمر بشهادته على مرحلة (BE): شهادة 2 دان مطلوب تسجيلها في براءات الاختراع في حالة الكاراتيه والتايكواندو والجودو والأيكيدو. وبالتالي لا شيء يمنع المعلم من إصدار دان غير رسمي، ولكن لا أحد يستطيع اعتماده، بالأحرى لا يمكن أن يصلح في أي مكان.
لذلك، إذا منحت الدان في الخارج، من الاتحاديات اليابانية فلا تعترف بها الدولة الفرنسية.
يحدد قانون الرياضة (84-610 قانون 16 يوليو 1984، المعدل بالقانون 2000-677 بتاريخ 6 يوليو، 2000):
في فرنسا، والاتحادات الوحيدة المعترف بها من قبل (CSDGE) الفرنسية هي اتحاد الجودو والأفراد المرتبطين بالتخصصات الاتحاد الفرنسي للكاراتيه والأفراد المرتبطين بالتخصصات بالتايكواندو الاتحاد الفرنسي والأفراد المرتبطين بالتخصصات الاتحاد فيدراليات الأيكيدو أو الفيدرالية الفرنسية للأيكيدو و البودو، الفيدرالية الفرنسية للأيكيدو، أيكي بودو و الشبيبة.
في فرنسا، الدرجات المعترف بها تكون صادرة من قبل أحد الإتحاديتين المعترف بهما من قبل الدولة إما (CQP، BPJEPS، DEJPS، DEPEJPS) تسمى دبلوم الدولة.